# 不動の湯
不動の湯（ふどうのゆ）は、埼玉県秩父市山田にある温泉（鉱泉）。

## 泉質
- アルカリ性単純冷鉱泉
  - 泉温　15℃

## 温泉地
秩父市街地、横瀬川の河畔に一軒宿の「不動の湯」が存在する。日帰り入浴可能。
料理は、山菜と川魚を使用した食材が提供されている。

## 歴史
開湯時期は不明。その昔、夢枕で不動明王に霊泉の在処を示され、お湯が評価されたことから不動の湯と呼ばれた。

## アクセス
鉄道
- 西武鉄道西武秩父線西武秩父駅より車で15分。

自動車
- 関越自動車道にて花園I.C.より国道140号、皆野寄居バイパス経由、車で25分。